# Nicolas Grollier de Servière
Nicolas Grollier de Servières, né en 1596 à Lyon en France et mort en octobre 1689 au même lieu, est un ingénieur français et inventeur de « machines fantastiques ».
Le contenu de son cabinet de curiosités fut publié en 1719 par son petit-fils, Gaspard II Grollier de Servières.

## Biographie
Nicolas Grollier de Servières, cousin de Jean Grolier de Servières, trésorier de France, ambassadeur de François 1er à la Cour de Rome et célèbre bibliophile, est né à Lyon, le quatrième fils d'Antoine Grollier de Servières (1545-1606), secrétaire du roi, receveur général des finances du Dauphiné et célèbre pour sa fidélité à Henri IV et de Marie Camus.
Lieutenant-colonel du Régiment d'Aiguebonne, il a suivi une carrière militaire qui l'a emmené en Flandre, en Allemagne, en Italie et à Constantinople.
En tant qu'ingénieur, il s'est spécialisé pendant quarante ans de guerres et de sièges dans le déploiement d'engins de sièges ou de ponts mobiles. Après s'être retiré chez lui à Lyon, il a construit une série de modèles fantastiques en tournant du bois et de l'ivoire comme une version améliorée de la Roue à livres d'Agostino Ramelli.
Dans un cabinet de curiosités, qu'il a ouvert au public une fois par semaine et qui est devenu assez célèbre pour attirer des politiciens, des savants, des artisans et d'autres inventeurs, il présentait des modèles de pompes à eau et des vis d'Archimède, des engins de siège, des dessins de ponts flottants et des horloges réglementées par des boules parcourant des plans inclinés ou le long de pistes en spirale, des machines pour tracer le paysage et convertir les images du plan en perspective, des odomètres avec les engrenages réducteurs, des fauteuils roulants. 
En 1673, Jacob Spon, dans sa Recherche des antiquités et curiosités de la ville de Lyon en fit cette description : « Quand je ne dirois mot du Cabinet de Mr de Servieres, la renommée le fait assés apprendre aux Etrangers : & l'empressement qu'ils témoignent tous à le voir, est une preuve de l'estime qu'ils en font. On y void plusieurs sortes de montres surprenantes, des Ouvrages de Tour tres-delicats, & des Machines de guerre fort singuliéres ; enfin presque tout ce que peut faire la Mathematique Mécanique ».
Louis-Henry de Rouvière a également décrit le cabinet dans son Voyage du tour de la France en 1713 : « Le Cabinet de M. de Servieres demanderoit un Volume entier, afin de pouvoir faire un léger détail de tous les ouvrages surprenants de Mécanique qu’on n’y sçauroit voir, sans une espèce d’enchantement. On s'imagine être dans un autre monde, & dans le pays des Fées. Dans un siècle moins éclairé, on attribueroit au Démon & à la Magie toutes les merveilles de l’art qui composent ce ravissant Cabinet. Il faut que j’en demeure-là ; car enfin il n’y a point de machine qu’on n’estropiât, si on entendait la description, avec un génie moindre que celui de M. de Servieres, qui a exécuté toutes ces belles choses. »..
En 1730 le père Dominique de Colonia relate : « [...] il y dressa un rare cabinet de Mathématiques & de Mécanique, qui attira bientôt l’attention de tous les curieux de l’Europe, & que le Roi Loüis XIV honora de sa visite deux jours de suite. ».
Après sa mort en 1689, son fils Gaspard (1646-1716) et son petit-fils Gaspard II (1676-1745), neveu du précédent, ont continué à montrer le contenu du cabinet et ont publié un livre cataloguant les curiosités: Recueil d'Ouvrages Curieux de Mathématique et de Mécanique, ou Description du Cabinet de Monsieur Grollier de Servière. Gaspard II a également suivi une carrière militaire et était membre de l'Académie de Lyon.
Lorsque Pierre le Grand vient à Paris en 1717, il tint à rencontrer le père Sébastien Truchet, inventeur français dans le domaine des mathématiques, de l'hydraulique, du graphisme et de la typographie qui fut formé dans le cabinet de Nicolas Grollier de Servières. Un exemplaire du Recueil d'Ouvrages Curieux de Mathématique et de Mécanique figure dans les collections de Pierre le Grand.
Le botaniste et voyageur-naturaliste français Charles Plumier, qui visita le cabinet après la mort de Nicolas Grollier de Servieres, a écrit le premier livre sur le tournage sur bois en 1749.
Un modèle de mât de battage que Nicolas Grollier de Servières avait construit a été offert en 1754 à Stephen Demainbray (en), scientifique et astronome anglais dont le père a quitté la France à la suite de la révocation de l'édit de Nantes, et est maintenant conservé dans la collection George III au Science Museum de Londres.

## Galerie
Toutes les pages présentées sont issues du Recueil d'ouvrages curieux de mathématique et de mécanique, ou description du cabinet de Monsieur Grollier de Servière.

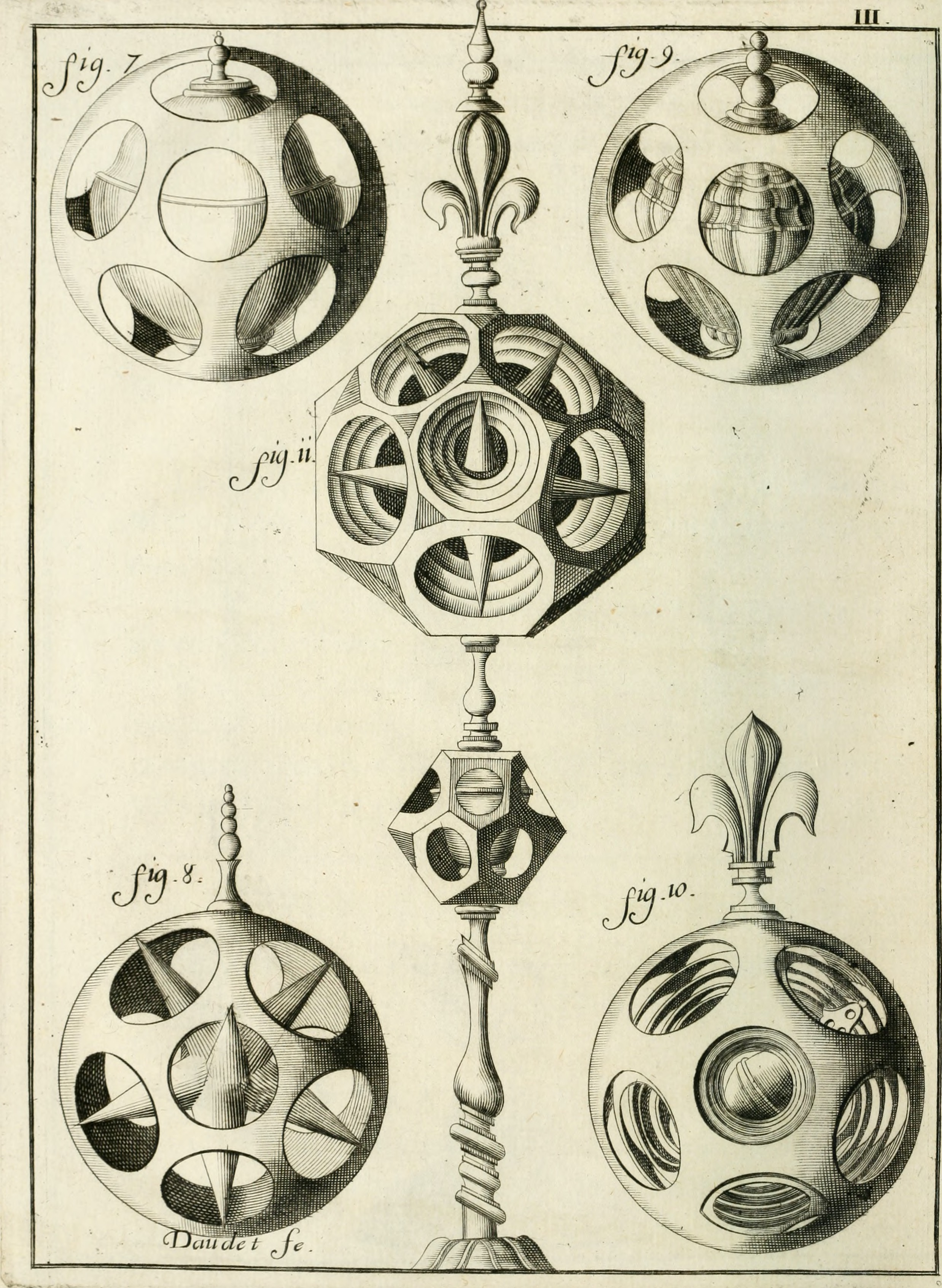
Pièces excentriques ; la 11e figure est une étoile à douze pointes, faites dans cinq globes qui sont percés chacun de douze ouvertures, & détachés les uns des autres
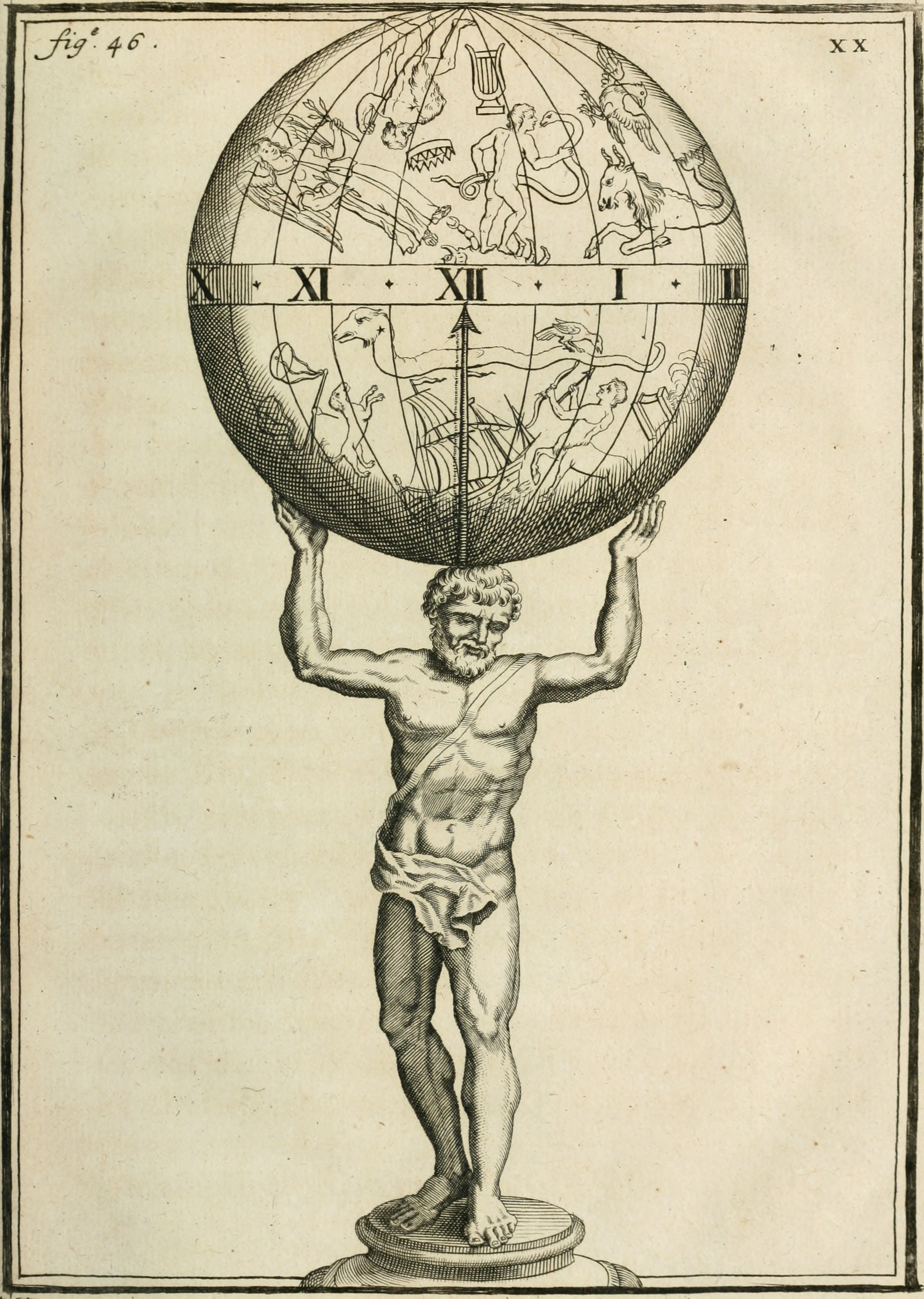
La 12e horloge marquée par la figure 46 est un globe céleste sur la circonférence duquel les heures sont décrites, & qui tourne sur la tête d'un Atlas qui le porte, pour faire marquer l'heure courante à une aiguille fixe
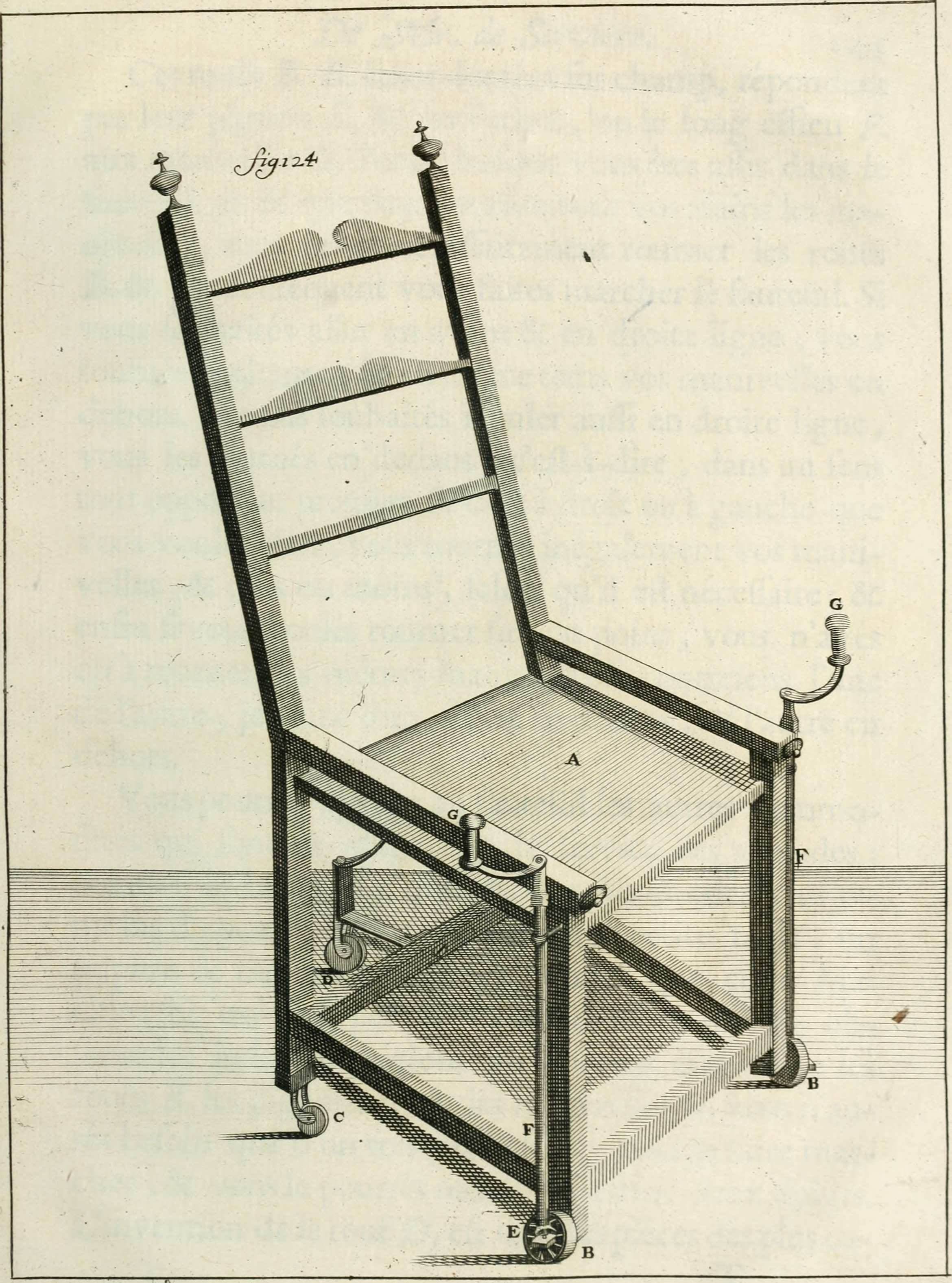
Chaise très commode pour les boiteux, ou pour ceux qui ont la goûte aux jambes ; et par le moyen duquel on peut se promener dans un appartement de plein pied [sic], ou dans un jardin, sans le recours de personne
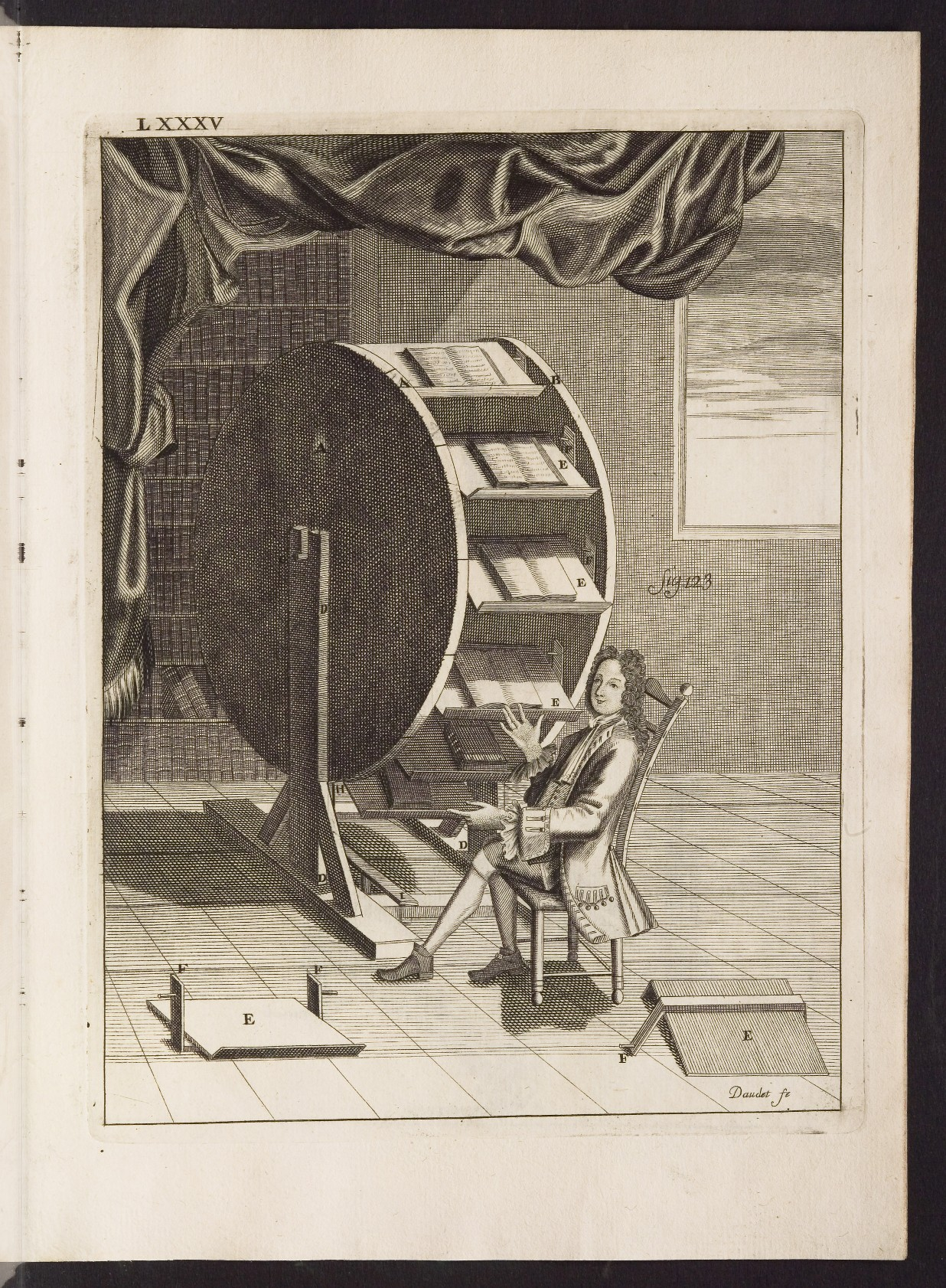
Pupitre d'une façon particulière, & très commode pour les gens d'étude
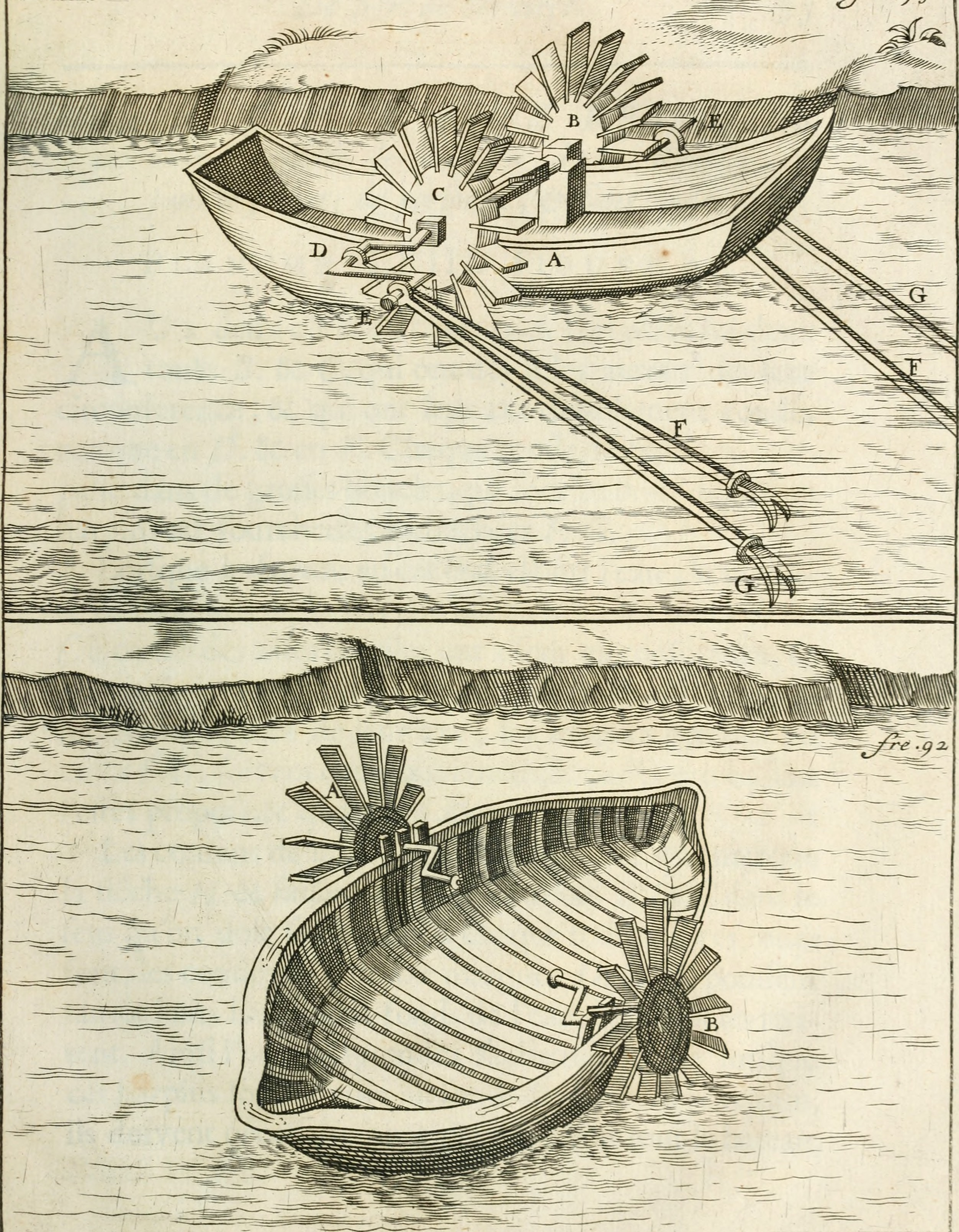
Machine pour faire monter un bateau contre le courant sans le recours de personne
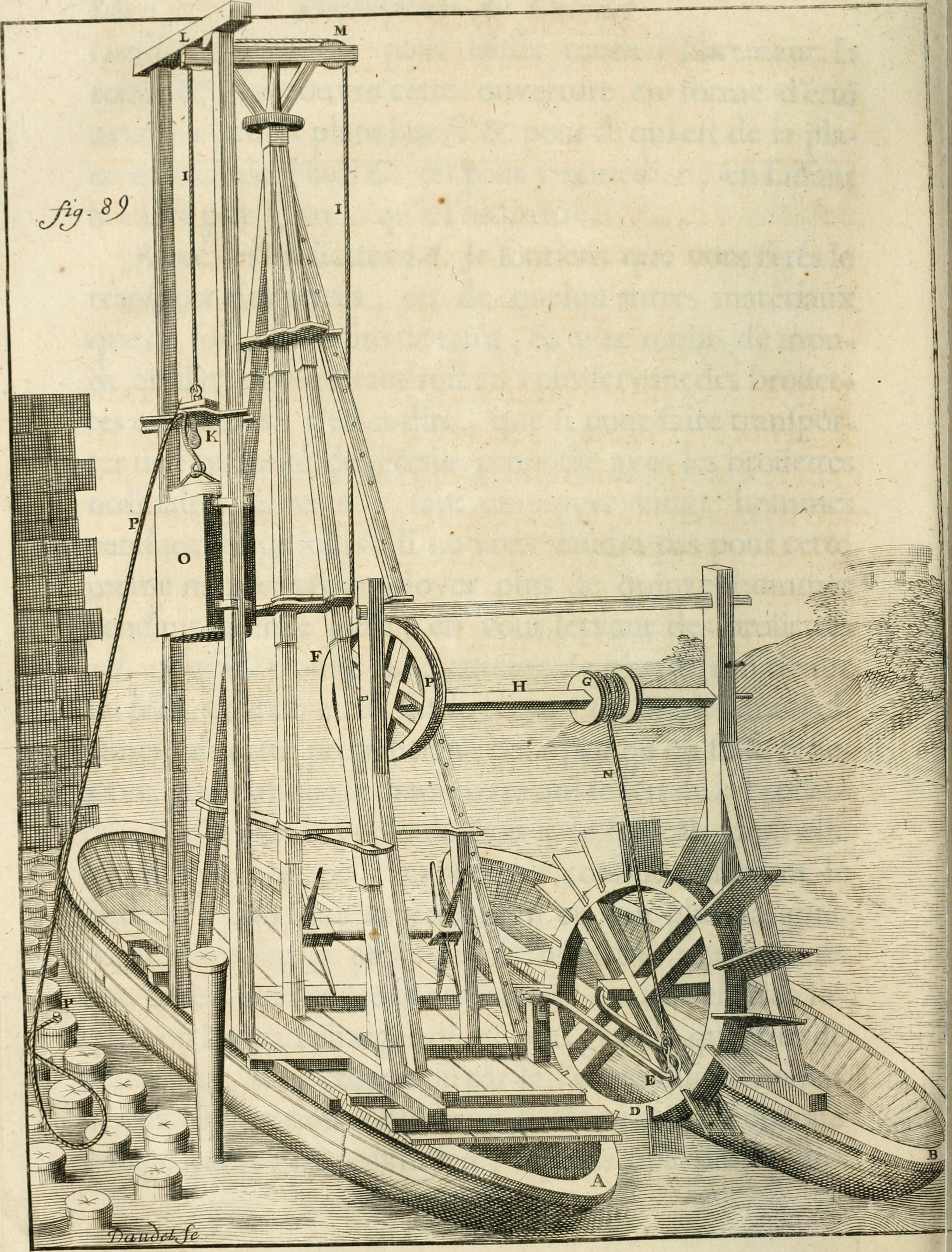
Machine pour battre le mouton au moyen du courant d'une rivière
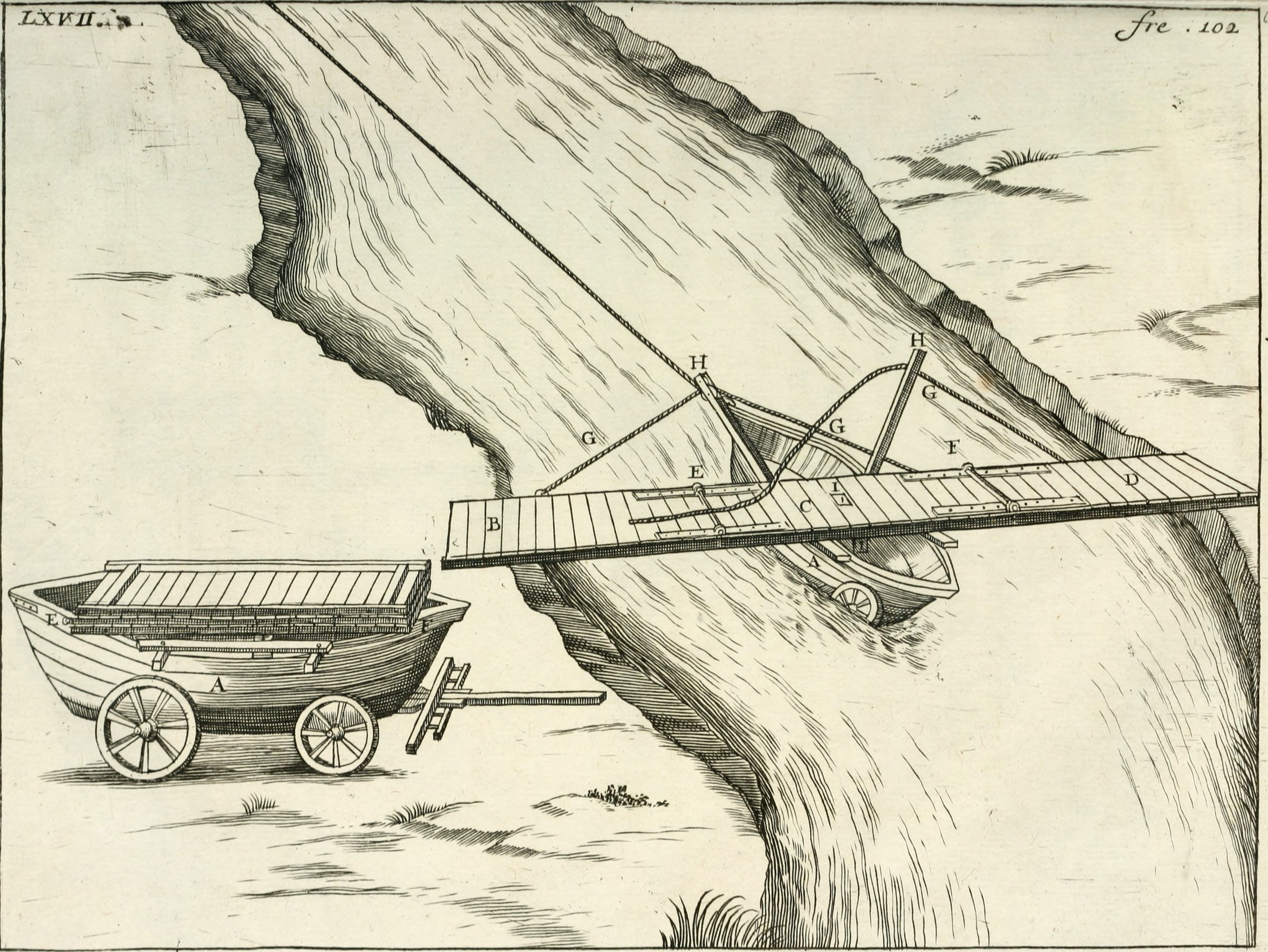
Modèle d'un ponton ou bateau portatif, pour jeter promptement un pont sur une rivière peu large
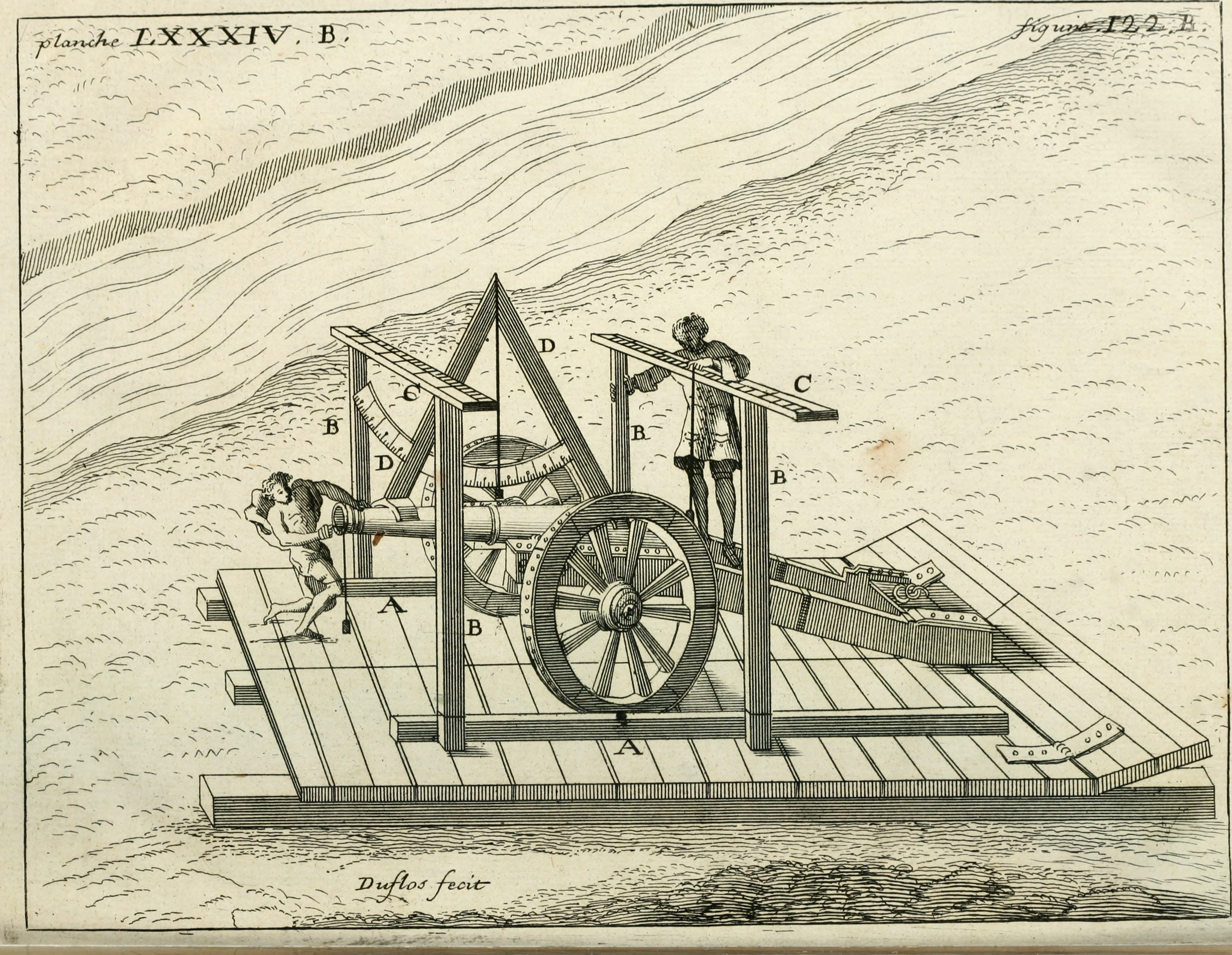
Moyen de braquer une pièce de canon la nuit avec justesse, soit pour battre en brèche, soit pour incommoder l'ennemi dans les ouvrages

### Cadran ovale

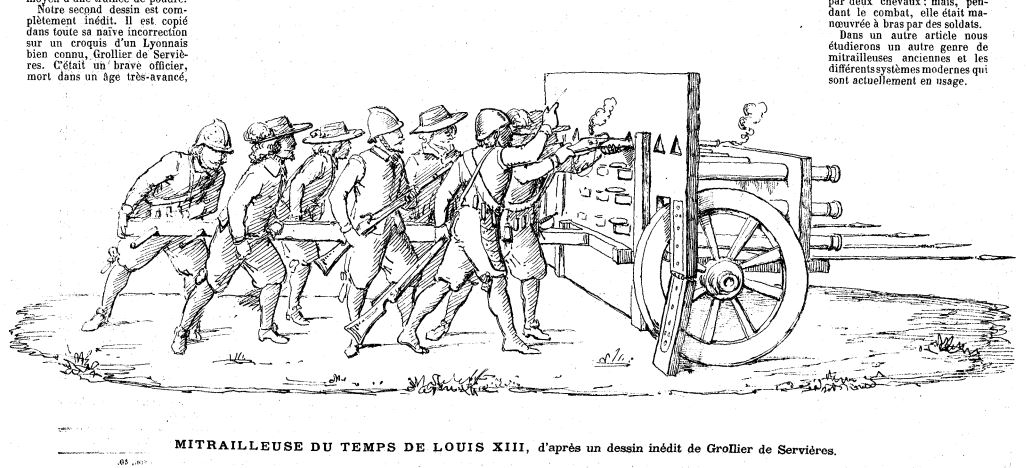
Mitrailleuse du temps de Louis XIII, d'après un dessin de Nicolas Grollier de Servière

Il ne figure cependant pas de gravure du cadran ovale de Grollier de Servières dans le Recueil comme il en est précisé page 16, : 

« L'horloge quatorzième, dont il est inutile de donner la planche, a son cadran en ovale au lieu de l’avoir parfaitement rond comme les autres, et son aiguille s’allonge et se raccourcit et suit toujours exactement les différents diamètres de l’ovale en marquant les heures. Il y a au-dessous de ce cadran et dans le milieu de son piédestal une niche de laquelle on voit sortir en saillie des ﬁgures qui marquent les différents jours de la semaine. Les ﬁgures sortent successivement les unes après les autres de l’intérieur du piédestal et leur changement se fait régulièrement tous les jours à minuit au moyen des ressorts de l’horloge. »